# Musa sakaiana
Musa sakaiana là một loài thực vật có hoa trong họ Musaceae. Loài này được Meekiong, Ipor & Tawan mô tả khoa học đầu tiên năm 2005.